# Hiv-remmers

Schematische voorstelling van de werkingsmechanismen van de verschillende klassen hiv-remmers

Hiv-remmers zijn geneesmiddelen die worden gebruikt voor de behandeling van een hiv-infectie. Hiv-remmers genezen de infectie niet, maar zorgen voor een dusdanige onderdrukking van het virus dat zich geen ziekteverschijnselen voordoen.

## Combinatietherapie

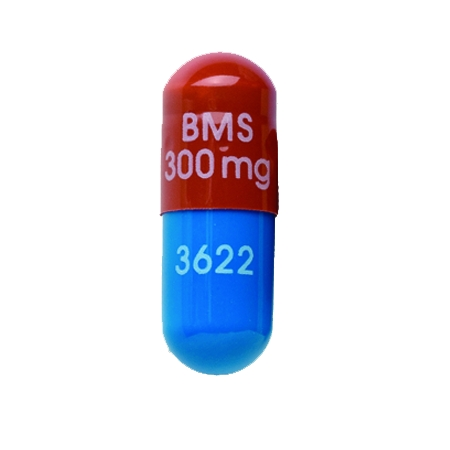
Een capsule Reyataz (Atazanavir), een proteaseremmer

Hiv-remmers worden altijd gebruikt in combinatie met elkaar. Dit wordt combinatietherapie of HAART (highly active antiretroviral therapy = hoogactieve antiretrovirale therapie) genoemd. Het principe van de combinatietherapie wordt toegepast sinds 1996 en betekende een revolutie in de behandeling van hiv/aids. Sinds de introductie van de combinatietherapie is hiv in de meeste gevallen verworden tot een chronische aandoening, zonder veel complicaties en met een normale levensverwachting.
Ook voor 1996 waren er reeds werkzame hiv-remmers beschikbaar, maar bij gebruik als monotherapie (het toedienen van slechts één middel bij de behandeling) trad na enige tijd altijd resistentie op, waardoor de werking niet duurzaam was. Bovendien hadden de vroege hiv-remmers vaak ernstige bijwerkingen. Ook op dat punt is sindsdien door de ontwikkeling van nieuwe, minder toxische middelen grote vooruitgang geboekt.
De combinatietherapie bestaat normaal gesproken uit drie middelen uit verschillende klassen. De indeling van hiv-remmers in klassen is gebaseerd op het werkingsmechanisme van de middelen. Iedere klasse hiv-remmers richt zich op een ander onderdeel van de replicatiecyclus van het virus. De belangrijkste klassen hiv-remmers zijn de volgende:
- Reversetranscriptaseremmers (RTI)
  - Nucleoside-analoge reversetranscriptaseremmers (NRTI)
  - Niet-nucleoside reversetranscriptaseremmers (NNRTI)
- Proteaseremmers (PI)
- Integraseremmers (INSTI)
- Entree- of fusieremmers

Een typische combinatie van hiv-remmers bestaat uit de zogenaamde NRTI backbone (een combinatie van twee nucleoside-analoge reverse-transcriptaseremmers) en een derde middel uit een van de andere klassen. In sommige gevallen wordt als vierde middel een farmacokinetische booster gegeven, bedoeld om een van de hiv-remmende middelen te versterken waardoor met een lagere dosis hiervan kan worden volstaan.

### Vaste dosiscombinaties

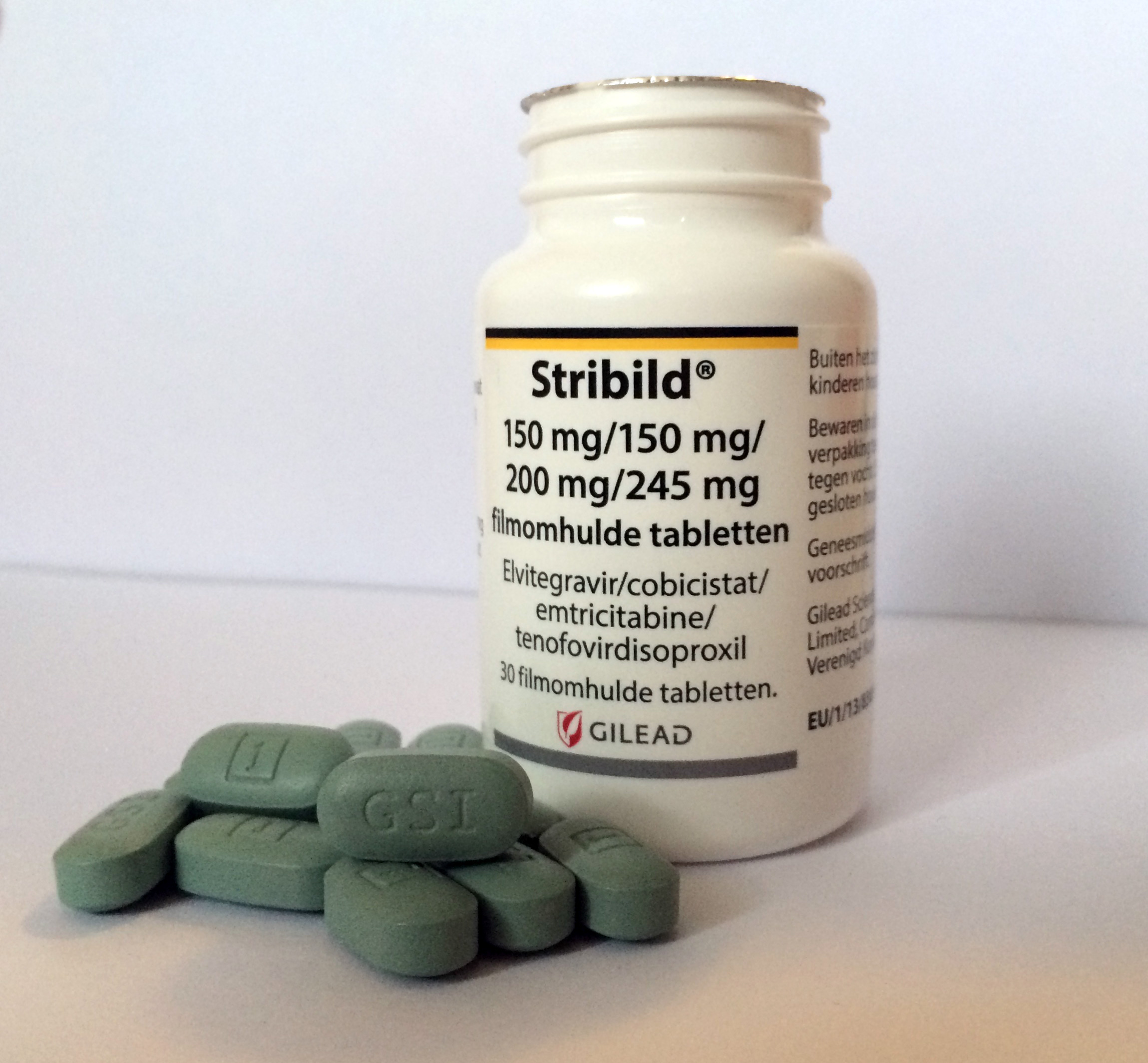
Een verpakking Stribild met enkele tabletten

Een aantal veel gebruikte combinaties van hiv-remmers is beschikbaar in een zogenaamd combinatiepreparaat: meerdere middelen samengebracht in één tablet. De eerste combinatiepreparaten waren een combinatie van twee middelen (de NRTI backbone). In 2006 kwam echter voor het eerst een tablet op de markt waarin ook het derde middel was geïntegreerd en die daardoor een volledige behandeling in één vormde. In 2014 zijn er vier van dit soort eentabletregimes beschikbaar, hetgeen betekent dat een deel van de hiv-patiënten slechts één tablet per dag hoeft in te nemen. Een overzicht van de beschikbare combinatiepreparaten is te vinden in de tabel hieronder.
| Merknaam                    | Geneesmiddelen (INN)                                              | Datum van goedkeuring door de FDA | Bedrijf                                        |
| --------------------------- | ----------------------------------------------------------------- | --------------------------------- | ---------------------------------------------- |
| Combivir                    | zidovudine + lamivudine                                           | 26 september 1997                 | GlaxoSmithKline                                |
| Trizivir                    | abacavir + zidovudine + lamivudine                                | 15 november 2000                  | GlaxoSmithKline                                |
| Kaletra                     | lopinavir + ritonavir                                             | 15 september 2000                 | Abbott Laboratories                            |
| Kivexa (EU) Epzicom (VS)    | abacavir + lamivudine                                             | 2 augustus 2004                   | GlaxoSmithKline                                |
| Truvada                     | tenofovir disoproxil + emtricitabine                              | 2 augustus 2004                   | Gilead Sciences                                |
| Atripla                     | emtricitabine + efavirenz + tenofovir disoproxil                  | 12 juli 2006                      | Gilead Sciences en Bristol-Myers Squibb        |
| Eviplera (EU) Complera (VS) | emtricitabine + rilpivirine + tenofovir disoproxil                | 10 augustus 2011                  | Gilead Sciences en Tibotec (Johnson & Johnson) |
| Stribild                    | elvitegravir + cobicistat + emtricitabine + tenofovir disoproxil  | 27 augustus 2012                  | Gilead Sciences                                |
| Triumeq                     | abacavir + dolutegravir + lamivudine                              | 22 augustus 2014                  | ViiV Healthcare                                |
| Genvoya                     | elvitegravir + cobicistat + emtricitabine + tenofovir alafenamide | 5 november 2015                   | Gilead Sciences                                |
| Descovy                     | emtricitabine + tenofovir alafenamide                             |                                   | Gilead Sciences                                |
| Odefsey                     | emtricitabine + rilpivirine + tenofovir alafenamide               | 1 maart 2016                      | Gilead Sciences                                |

### Prijs
Hiv-remmers zijn relatief dure geneesmiddelen, temeer daar altijd minstens drie middelen voorgeschreven worden. Behandeling met HAART kost gemiddeld een kleine €1000 per maand. Omdat hiv-remmers bovendien relatief recent ontwikkeld zijn, rust op een groot deel ervan nog patent. Van een klein aantal middelen zijn inmiddels generieke varianten op de markt, waardoor de prijs van deze middelen is gedaald.

## Viral load
De effectiviteit van hiv-medicatie wordt bepaald door het meten van de zogenaamde viral load. De viral load ("virale last/lading") is een getal dat het aantal RNA-kopieën (ofwel hiv-deeltjes) per mL bloed aangeeft. Binnen enkele maanden na de start van de combinatietherapie moet de viral load onder de meetgrens (bij moderne technieken 20 kopieën/mL) zijn, en dat ook blijven. Dit noemt men een ondetecteerbare viral load. Indien de viral load in een later stadium alsnog detecteerbaar wordt, is dit een indicatie dat de gebruikte therapie niet meer goed werkt doordat resistentie is opgetreden. In dat geval zal men op zoek moeten gaan naar een andere combinatie, waarbij deze resistentie geen rol speelt.

## Therapietrouw
Bij het gebruik van hiv-remmers is het van groot belang dat de patiënt therapietrouw is, dat wil zeggen dat de medicijnen altijd op het voorgeschreven tijdstip worden ingenomen en er geen doses (structureel) gemist worden. Bij een verminderde therapietrouw bestaat het risico dat de replicatie van het virus onvoldoende geremd wordt, waardoor resistentie kan ontstaan. Het bevorderen van therapietrouw is een van de speerpunten bij de ontwikkeling van nieuwe hiv-remmers. Eenvoudige innameregimes, bij voorkeur eenmaal per dag, en het gebruik van combinatiepreparaten spelen hier een belangrijke rol bij.

## Preventieve werking van hiv-remmers
Een aspect van hiv-remmers dat steeds meer aandacht krijgt is het concept treatment as prevention, ofwel behandeling als preventie. Al sinds de ontdekking van werkzame hiv-medicijnen vermoedden onderzoekers dat de behandeling van hiv-positieven door onderdrukking van het virus ook de mate waarin zij infectieus zijn sterk zou verminderen. In 2008 stelden Zwitserse experts dat hiv-positieven die succesvol behandeld worden (en dus een ondetecteerbare viral load hebben) hiv vrijwel niet meer kunnen overdragen. Op basis hiervan kwamen ze met een richtlijn, het zogenaamde Zwitserse standpunt, die inhoudt dat stellen waarvan een partner hiv-positief is en de andere niet, onder bepaalde voorwaarden het condoom kunnen weglaten. Sindsdien is er aanvullend onderzoek op dit gebied verricht, dat de stelling van de Zwitsers bevestigt. De in 2011 gestarte grootschalige PARTNER-studie suggereert zelfs dat de preventieve werking van een ondetecteerbare viral load nog groter is dan waar het Zwitserse standpunt van uitging. Inmiddels is met de data van de HPTN 052-studie, de PARTNER-studie en de Opposites Attract-studie wetenschappelijk aangetoond dat een persoon met hiv, die succesvol wordt behandeld met hiv-remmers en daardoor minimaal 6 maanden een niet meetbare virale lading in het bloed heeft, het virus niet kan overdragen op hun partner. Sinds de START-studie is bekend dat het vroegtijdig behandelen van mensen met hiv met de combinatietherapie voor grote gezondheidswinst van deze mensen zorgt, daarnaast is het ook een belangrijk middel in het bestrijden van de epidemie.

### PEP
Hiv-remmers worden ook gebruikt om besmetting te voorkomen bij personen die reeds verhoogd risico hebben gelopen. Deze toepassing wordt PEP (post exposure prophylaxis) genoemd. Een PEP-kuur bestaat uit een volledige combinatiebehandeling gedurende een maand en moet binnen 72 uur na het risicocontact gestart worden.

### PrEP
Een relatief nieuwe toepassing van hiv-remmers is het zogenaamde PrEP, ofwel pre exposure prophylaxis. Dit houdt in dat hiv-negatieven die een verhoogd risico op besmetting lopen preventief hiv-medicatie nemen om de kans op besmetting te verkleinen. De effectiviteit hiervan is bij correct gebruik (therapietrouw is evenals bij hiv-behandeling van groot belang) meer dan 90%. In tegenstelling tot PEP gaat het hierbij niet om volledige combinatietherapie, maar om een combinatie van twee middelen. In de Verenigde Staten is sinds 2012 het middel Truvada (tenofovir disoproxil + emtricitabine) geregistreerd voor gebruik als PrEP. In Europa is PrEP in Frankrijk, België, Portugal, Schotland, Noorwegen en Nederland (sinds 2019) beschikbaar. GGD Amsterdam kondigde op 22 juni 2015 een proefproject aan met 370 mannen, in september volgde ook het Antwerpse ITG met een demonstratieproject.